# Pleurocope wilsoni
Pleurocope wilsoni là một loài chân đều trong họ Pleurocopidae. Loài này được Kensley & Schotte miêu tả khoa học năm 2002.